# Daniel Halévy

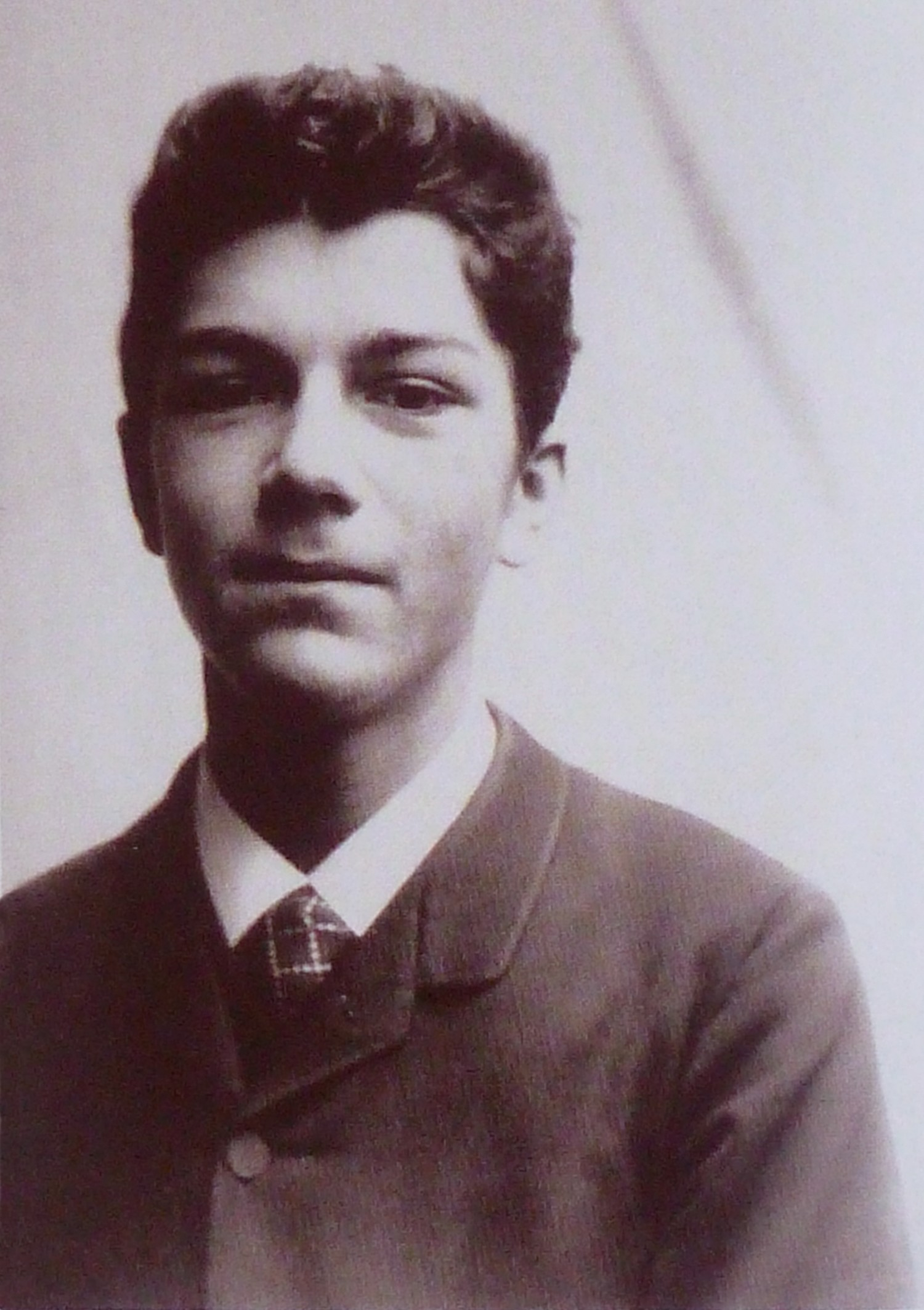

Daniel Halévy, född 12 december 1872, död 4 februari 1962, var en fransk författare. Han var son till Ludovic Halévy.
Halévy var medarbetare i Charles Péguys Cahiers de la quinzaine. Han har utgett Essai sur le mouvement ouvrier en France (1901), Histoire de quatre ans 1997-2001 (1903), Apologie pour notre passé (1908), Le travail de Zarathoustra (1909), Luttes et problèmes (1911), Le courrier de M. Thiers (1920), Visite aux paysans du Centre (1921), en biografi över Nietsche (1909), en över Péguy (1918), en över Woodrow Wilson (1918), en över Sébastien Le Prestre de Vauban (1923), samt en över Jules Michelet (1928). Dessutom Pays parisiens (1932), en skidring av Paris olika stadsdelar av en inbiten Parisare. Senare verk var La république des comités (1934), en studie i fransk historia 1895 till 1934, 1938. Une année d’histoire (1938), Péguy et les Cahiers de la quinzaine (1941), Trois épreuves: 1814, 1871, 1940 (1941) och Proudhon d’après ses carnets inédits (1843—1847) (1944).